# Pikachuvirus
Het Pikachu-virus, dikwijls ook pokey-worm genoemd, is een computerworm die zich voornamelijk richt op kinderen. Het virus wordt verspreid door middel van e-mails, de malicieuze e-mail bevat een bijlage met een animatie. Op de animatie is een tekst te zien, Pikachu zou de lezer van het bericht uit velen hebben uitgezocht.
Het virus komt zeer zelden voor, daarnaast is het virus geen groot gevaar voor de computer.
Het virus verspreidt zich voornamelijk door middel van Microsoft Office Outlook en Internet Explorer. 